# Charles Arbuthnot
Charles Arbuthnot, né le 14 mars 1767 et mort le 18 août 1850, est un diplomate britannique et un homme politique conservateur. Il est ambassadeur auprès de l’Empire ottoman entre 1804 et 1807 et exerce diverses fonctions politiques. C'est un ami du duc de Wellington. Harriet, sa seconde épouse, est une hôtesse des dîners de la société de Wellington et écrit un journal important relatant les intrigues politiques de l'époque.

## Biographie
Il est le fils de John Arbuthnot, de Rockfleet et frère de l'évêque Alexander Arbuthnot, du général Thomas Arbuthnot et du général Robert Arbuthnot. Il est né à Rockfleet, dans le Comté de Mayo, en Irlande, mais une grande partie de son éducation est menée avec les relations de sa mère, la famille Stone.

## Carrière politique et diplomatique
Il siège comme député de East Looe entre 1795 et 1796, pour Eye entre 1809 et 1812, pour Orford entre 1812 et 1818, pour St-Germans entre 1818 et 1827, pour St Ives entre 1828 et 1830 et pour Ashburton entre 1830 et 1831. Il exerce des fonctions sous Henry Addington comme sous-secrétaire d'État aux Affaires étrangères entre novembre 1803 et juin 1804, sous Spencer Perceval et le comte de Liverpool en qualité de secrétaire adjoint du Trésor entre 1809 et 1823, sous Liverpool en tant que premier commissaire des bois et forêts 1823 et 1827 et sous Arthur Wellesley, 1er duc de Wellington dans les mêmes fonctions et Chancelier du duché de Lancastre entre 1828 et 1830.
Il occupe également divers postes diplomatiques, notamment en tant que consul général au Portugal entre 1800 et 1801, en tant que ministre en Suède. Il est nommé ambassadeur auprès de l'empire ottoman le 6 juin 1804 et quitte Constantinople le 29 janvier 1807. En 1804, il est admis au Conseil privé.

## Vie privée

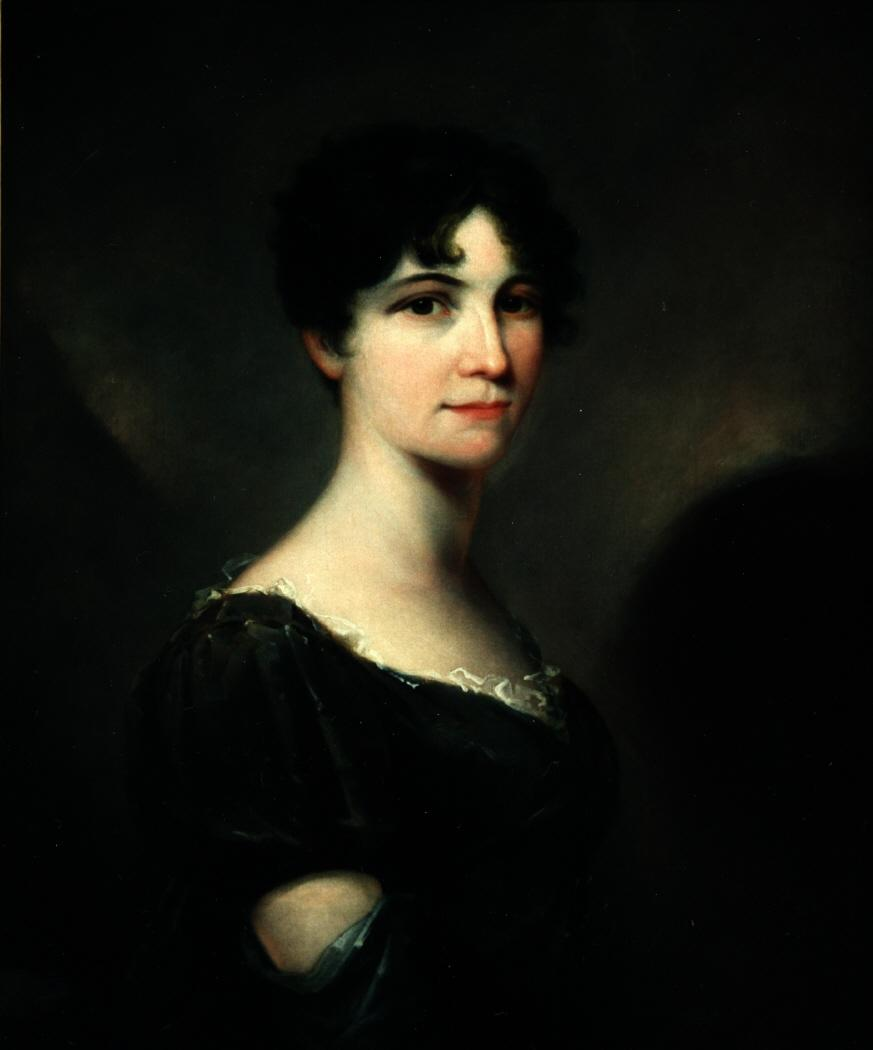
Harriet Fane (1793-1834), deuxième épouse de Charles Arbuthnot; par John Hoppner ; maintenant dans la Fondation Lazzaro Galdiano, Madrid

Il se marie pour la première fois le 28 février 1799 à Marcia Mary Anne Clapcott Lisle, à Cholmondeley House, Piccadilly. Sa première épouse est née le 9 juillet 1774 et est depuis 1795 Dame de compagnie de Caroline de Brunswick, princesse de Galles. Le portrait de Marcia est peint par John Hoppner et une gravure du portrait est réalisée par Joshua Reynolds. Elle meurt à Constantinople le 24 mai 1806. Le couple a quatre enfants :
- Charles George James Arbuthnot (1801 - 1870)
- Caroline Emma Arbuthnot (1802 - 1852)
- Henry Arbuthnot (1803 - 1875)
- Marcia Emma Georgiana Arbuthnot (1804 - 1878), qui épouse William Cholmondeley (3e marquis de Cholmondeley)

Après être devenu veuf, Arbuthnot se remarie le 31 janvier 1814 à Fulbeck, dans le Lincolnshire, avec Harriet Fane (1793-1834), fille d'Henry Fane. Harriet est fascinée par la politique. Au cours de son mariage avec Arbuthnot, elle devient hôtesse lors de dîners de société offerts par l'ami d'Arbuthnot, le duc de Wellington. Au cours des dernières années de la vie d'Arbuthnot, après la mort d'Harriet, il vit à Apsley House, la résidence londonienne du duc, en tant qu'ami et confident. Leur histoire est racontée dans Wellington et dans les Arbuthnots par EA Smith qui rejette la suggestion que Harriet aurait été la maîtresse de Wellington.
Le portrait de Harriet est également peint par John Hoppner et il se trouve maintenant à la Fondation Lazzaro Galdiano, Madrid. Le portrait d'elle par Thomas Lawrence est à Woodford, Northamptonshire. Ses journaux intimes sont publiés en tant que Journal de Mme Arbuthnot en 1950.
Il meurt à Apsley House en août 1850, à l'âge de 83 ans. Le portrait de lui par S. Gambardello est à Apsley House.